# 楊渭 (光緒進士)
楊渭（?—?），山東省萊州府濰縣人，清朝政治人物、進士出身。
光緒二十九年（1903年），参加光緒癸卯科殿試，登進士二甲第17名。同年闰五月，改翰林院庶吉士。